# Аделфи (Охајо)
Аделфи (енгл. Adelphi) град је у америчкој савезној држави Охајо.

## Демографија
По попису из 2010. године број становника је 380, што је 9 (2,4%) становника више него 2000. године.
| Група             | 2000.       | 2010.       |
| Белци             | 355 (95,7%) | 361 (95,0%) |
| Афроамериканци    | 11 (3,0%)   | 6 (1,6%)    |
| Азијати           | 0 (0,0%)    | 1 (0,3%)    |
| Хиспаноамериканци | 2 (0,5%)    | 0 (0,0%)    |
| Укупно            | 371         | 380         |